# بي إم بي-1
بي إم بي-1 (بالإنجليزية: Bmp-1)‏ (بالروسية: БМП-1) هي مركبة قتالية مدرعة روسية من الجيل الأول صممت ما بين 1961 و1965 ودخلت الخدمة في الجيش السوفيتي سنة 1966، عدت تصميما ثوريا لتجمع بين خصائص وميزات دبابات القتال الخفيفة وبين ناقلات الجند المدرعة،وقد بلغ مجموع ما انتج من مركبات القتال المدرعة بي إم بي-1 مايزيد عن 20,000 مدرعة في الاتحاد السوفيتي.
يشمل تسليح مدرعات البي إم بي-1 بمدفع رئيسي عيار 73 ملم ومنصة صواريخ موجهة مضادة للدروع نوع ماليوتكا، كما زودت بمحرك ديزل بقوة 300 حصان وتبلغ سرعتة المدرعة القصوى 65 كم على الطريق، وتزن البي إم بي-13 طن.